# 爽報 (台灣)
《爽報》是壹傳媒旗下的免費報紙，由壹傳媒大股東黎智英所命名。主要內容（政治、經濟、社會、娛樂等新聞）是由《蘋果日報》提供，專欄部份則由自家出品。發送地點除五大都會區、台北捷運及高雄捷運各車站外，亦可在全台麥當勞餐廳免費索閱。雖然隸屬於壹傳媒旗下，但其版面均無任何與壹傳媒相關企業的標示。

## 歷史

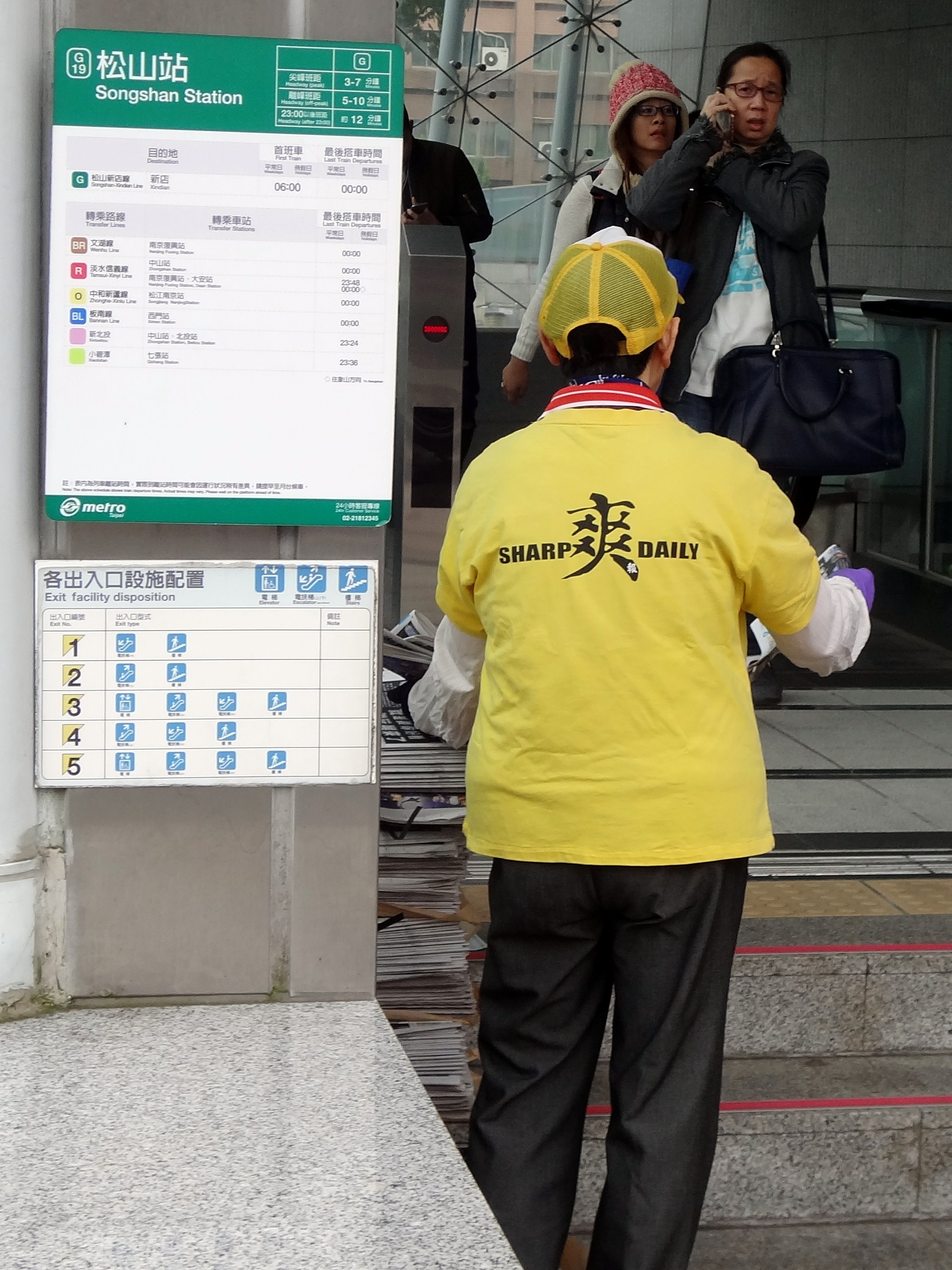
爽報派報員工作中

- 2006年10月23日，《爽報》創刊，原本僅在平日（週一至週五）發行。
- 2009年10月24日至2010年，《爽報》發行週末版，並取名為《爽啦啦》。
- 2011年11月14日至2012年1月13日，因應2012年中華民國總統副總統及立法委員選舉，《爽報》分爲「藍版」與「綠版」兩種版本，藍版以中國國民黨黨徽為報頭裝飾品，綠版以民主進步黨黨徽為報頭裝飾品，兩者分別有一版〈藍話爽〉、〈綠話爽〉引述政治取向偏泛藍或泛綠的網民評論時事，其它内容則相同。
- 2012年，《爽報》再次發行週末電子書版，並取名為《爽週末》，僅開放於App Store免費下載《爽報》iPad行動應用程式，以翻頁方式閱讀。
- 2013年9月13日，《爽報》首次頭版（V1版）新聞依地區不同：北部、中部版的頭版新聞為〈101周年慶 5千送5百〉，南部版則為〈高捷推手機一卡通〉[3]。
- 2018年3月19日，傳出爽報正式停刊，但公司否認。
- 2018年8月31日，正式停刊並出版停刊號。
- 2022年3月23日，發行一日限定版，以麥當勞的板烤雞腿堡作為頭版。

## 外部連結
- 《爽報》
- 《爽報》FB粉絲團
- 【爽周末】App Store （页面存档备份，存于）